# 中央線 (倫敦地鐵)
中央線（英語：Central Line）是英國倫敦地鐵的路線，在路線圖上以紅色标注。该线从西伦敦的伊令和莱斯里普出发，穿越伦敦市中心，经过东伦敦的斯特拉特福德，最终到达大伦敦界限和M25公路以外的埃平（属于埃塞克斯郡）。中央线有49个车站，其中20个位于地下。74公里（46英里）的长度使之成为伦敦地铁中最长的线路。中央线是一条深层地鐵线，使用的列車比英國主線鐵路小。以總乘客量來看，中央線是倫敦地鐵第三繁忙的路線。 2019年，該線路旅客發送量超過3.01億人次。截至 2013 年，該線的列車服務為地鐵網絡中第二頻密，早高峰期間西行方向半小時內有 34 趟列車運行，其餘高峰時段則有 27 至 30 趟列車運行。 伊麗莎白線於 2022 年 5 月 24 日起開始營運大部分核心路段，並於翌年 5 月 23 日全線通車，由西至東在伊靈大道、邦德街、托登罕宮路、利物浦街和斯特拉福德站提供與中央線的換乘，緩解中央線的擁擠狀況。
尽管莱顿至劳顿站以南之间的路段位于地面之上，但这段路线是现今伦敦地铁系统中最先存在的路段，由东郡铁路于1856年开通，比大都会线早7年开通，但當時該段鐵路為市郊鐵路而非地鐵。
中央線的中心路段於 1900 年作為中倫敦鐵路開通，是維多利亞時代最后一条通車的地铁线。該鐵路以東西軸線穿過倫敦市中心，沿著中央購物街牛津街一直延伸到倫敦金融城的金融中心。後來它西延到伊靈。1930 年代，政府制定將這條路線擴展至新郊區的計劃，並讓中央線接管了通往倫敦邊陲及東部更遠地區、原本只有蒸汽列車服務的市郊鐵路路線。第二次世界大戰時擴展工程暫停，未使用的隧道被用作防空洞和工廠，因此延線於戰後才得以完成。然而，郊區的發展受到倫敦綠帶圈的限制：計劃中的西萊斯里普至白金漢郡丹納姆的西延線被擱置興建，最東端的埃平至翁加爾段最終於 1994 年因客流量低而關閉；後於2004年成為了保存鐵路埃平—翁加爾鐵路。自 1990 年代進行大規模整修以來，中央線基本上採用自動列車運行，但所有列車仍配有司機。沿線許多車站都具有歷史意義，從世紀之交、西倫敦的中倫敦鐵路建築，到西萊斯利普和海諾特支線的戰後現代主義設計，以及維多利亞時代、斯特拉福德以東的東郡鐵路和大東部鐵路建築可見一斑。

## 歷史

### 中伦敦铁路

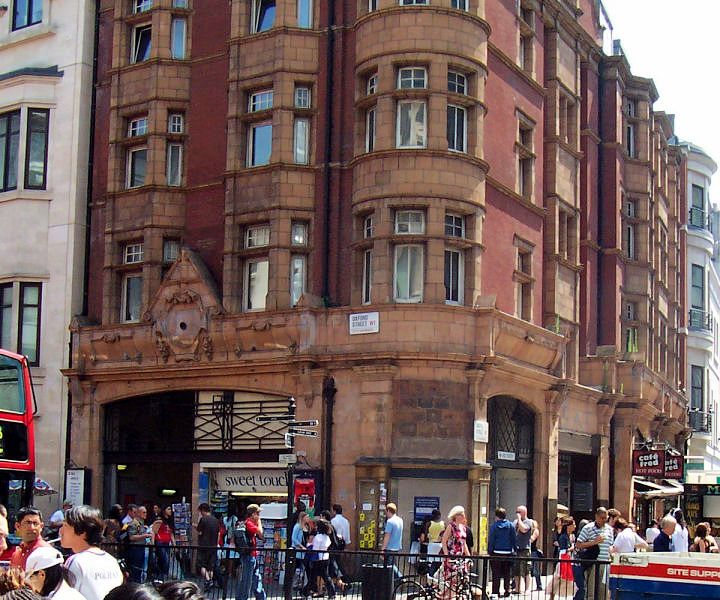
由Harry Bell Measures 設計的牛津圓環站中央線入口

1891 年，中倫敦鐵路公司獲准在牧者叢和康丘之間建造一條地鐵線路，隔年，路線獲准延長至利物浦街，並原本打算設於康丘的車站改設在英格蘭銀行。該線沿著街道下方修建，而不是在建築物下方修建，因為購買私人物業下的通行權成本太高。為了鼓勵地鐵建設，街道下方建造地鐵毋須付通行費。雖然東西行軌道大多並排運行，但在空間不足的地方，軌道上下重疊，聖保羅、法院巷和諾丁山門站因此擁有側式疊式月台。隧道的標稱直徑為 3.562 米，在曲線路段直徑增大，在車站附近減小至 3.51 米。隧道通常在接近車站時升高，以幫助制動，並在離開車站時下降，以幫助加速。中倫敦鐵路是首條在月台上安裝電力照明的地下鐵路，所有月台均採用克朗普頓自動電弧燈照明，其他車站區域則以白熾燈照明。城市及南倫敦鐵路、滑鐵盧及城市鐵路均使用煤氣燈照明，主要是因為該些線路的發電站在設計時沒有多餘的容量來為電燈供電。由於鋪設白色的釉面磚，中倫敦地鐵所有地下月台都燈火通明。早期的地鐵線路使用 500 伏特的直流發電機來運行列車，而中倫敦鐵路則是首條使用交流電配電的地鐵（位於伍德巷的六台 850 千瓦發電機產生 5000 伏特、33+1⁄3 赫茲的電力。），並且與直流電不相容的變電站變壓器能夠將電壓降低到照明所需的水平，因此進一步實現了電力照明的使用。
牧者叢和銀行之間的路段於 1900 年 6 月 30 日開幕，並於同年 7 月 30 日向公眾開放。由於任何兩站間的票價均為 2 便士，該鐵路被稱為“兩便士地鐵”。它最初由電力機車驅動，電動機電樞直接安裝在車軸上，以消除產生噪音的變速箱和牽引車廂。這使得機車無法使用彈簧，而且機車相當大的非簧載重量導致線路上方的建築物產生很大振動，因此鐵路公司改造了機車以使用齒輪傳動。這使得可以使用速度更高、重量更輕的發動機，從而減輕了機車的非懸吊重量和總重量。鐵路公司也嘗試了另一種方法：改裝四節車廂，以容納電動馬達和控制裝置。兩輛實驗性的機動車輛被用在一列 6 輛車的列車中，其控制裝置由滑鐵盧及城市鐵路上使用的系統操作。 改裝後的機車有了很大的改進，但更輕的專用機動車甚至更好。鐵路公司訂購了 64 輛新車廂，這些車廂採用了法蘭克·J·史伯格當時最新開發的牽引控制系統。到了 1903 年，中倫敦鐵路已完全使用電聯車車組。
1907 年 7 月，超過七、八個站的旅程票價上漲為 3 便士。為了 1908 年英法博覽會，該線西延至伍德巷，並在當地設立了一個迴車道，並於迴車道上設置月台以服務參與博覽的民眾。 1909 年，鐵路公司開始實行 1 便士的優惠票價，適用於三個或更少站的旅程，並從 1911 年開始發售季票。1912 年，鐵路東延至利物浦街，乘客可透過自動扶梯前往大東部鐵路總站和相鄰的寬街車站。 1913 年 1 月 1 日，中倫敦鐵路被併入倫敦地下電氣鐵路集團。
1911年，大西部鐵路獲准修建一條鐵路，西端在伊靈大道，東端則於中倫敦鐵路牧者叢站以北不遠處與西倫敦鐵路相連。英國國會批准該鐵路與中倫敦鐵路連接起來，使中倫敦鐵路公司得以開通前往伊靈大道的列車服務。相關工程於 1912 年開始建造，但由於第一次世界大戰而推遲了通車。中倫敦鐵路公司為西延線購買了新車廂，這些車廂於 1915 年運抵並儲存起來，之後被借給貝克盧線。 1920 年西延線開通後，新車廂恢復由中倫敦鐵路營運。
1912年，中倫敦鐵路公司公佈了從牧者叢、經特南綠地和古納斯伯里到列治文的支線修建計劃，允許中倫敦鐵路在倫敦及西南鐵路 (L&SWR) 軌道上運行開往列治文的火車。路線於 1913 年獲得批准，但翌年一戰爆發使工程未能展開。 1919 年，中倫敦鐵路公司改為建議在牧者叢站以南通過隧道前往哈默史密斯樹叢路火車站，並隨後連接已廢棄的 L&SWR 軌道Authorisation was granted in 1920,。1920 年，相關法案獲得御准[21][19]，但該延線從未建成，L&SWR 軌道最終被皮卡迪利線使用。

### 伦敦运输和第二次世界大战
1933年7月1日，伦敦客運区的地鐵、巴士及電車公司合并为伦敦客运委员会，通称為伦敦运输（London Transport）。當時中倫敦鐵路更名为“中伦敦线”，再於1937年更名为“中央线”。1935-1940年的新工程计划中針對中央線的項目包括：
- 糾正中央線的錯位隧道以增加列車速度
- 延长牧者叢至利物浦街站間各站的月台長度，以便8节车厢列车停靠[24]
- 西延：中央線將從北阿克頓往西分岐，沿大西部铁路新北主线建設新軌道，最終延伸至位於白金漢郡的丹納姆（Denham）。
- 東延：中央線隧道将從利物浦街延伸到斯特拉特福站，线路將在那里連接伦敦及东北铁路的海諾特、埃平及翁加爾支線，分別通向紐貝利公園、埃塞克斯郡的埃平和翁加尔站。同時，東延線將有分支由莱顿斯通往東，經东部大道（A12路）下方的新建隧道前往紐貝利公園站，並在該站連接原來的海諾特支線，使之成為環線。該分支將服务北伊爾福德和環線上的新郊区。

此外，中央線上的22個平交道亦會被移除，使該線與路面交通完全分隔。
在车站月台延长工程進行時，伍德巷站由於空間有限，該站月台未能延長以容纳8节车厢列车，因此替代車站白城站於1938年被获准建造。1940年，中央线转换为伦敦地铁標準的四軌电气化铁路系统。大部分延伸到東伦敦的隧道已于1940年建成，但隨著第二次世界大战爆发，相關工程放缓，並于同年6月暫停。莱顿斯通和纽伯利公园站间的待用隧道，被普莱西公司用作飞机零部件工厂，于1942年3月开工，當時工廠有2000名員工。在其他路段，民眾會在空袭时将地铁站当作夜间避難所。當時尚未启用的貝思納爾綠地站有空间容纳10000人。1943 年 3 月 3 日，英國媒體報導英國皇家空軍於前兩日夜間對柏林進行了大規模空襲。由於預計會有報復性轟炸，空襲民防警報於當晚 8 點 17 分響起，大批人群開始有序地從街上沿著漆黑的樓梯進入貝思納爾綠地站。一名中年婦女和一名兒童在距離樓梯底三級的地方摔倒，其他人也倒在了她周圍，他們糾纏在一起，無法移動，隨著他們掙扎，人數越來越多，疊加起來已經有近 300 人。有些人獲救，但有 173 人被壓死、窒息，其中大多數是婦女和兒童，另有約 60 人被送往醫院。防空警衛在 3 月 4 日凌晨 5:30 寫了一份報告，將這次事件描述為「恐慌......顯然是由一個人摔倒並導致原本想躲避的人摔倒在地引起的。隨後發生的踩踏事件導致窒息死亡，這是造成人員死亡的主要原因」。此踩踏事件被認為是第二次世界大戰期間英國發生的最大的平民傷亡事故，也是倫敦地鐵最大的傷亡事故。

### 戰後發展

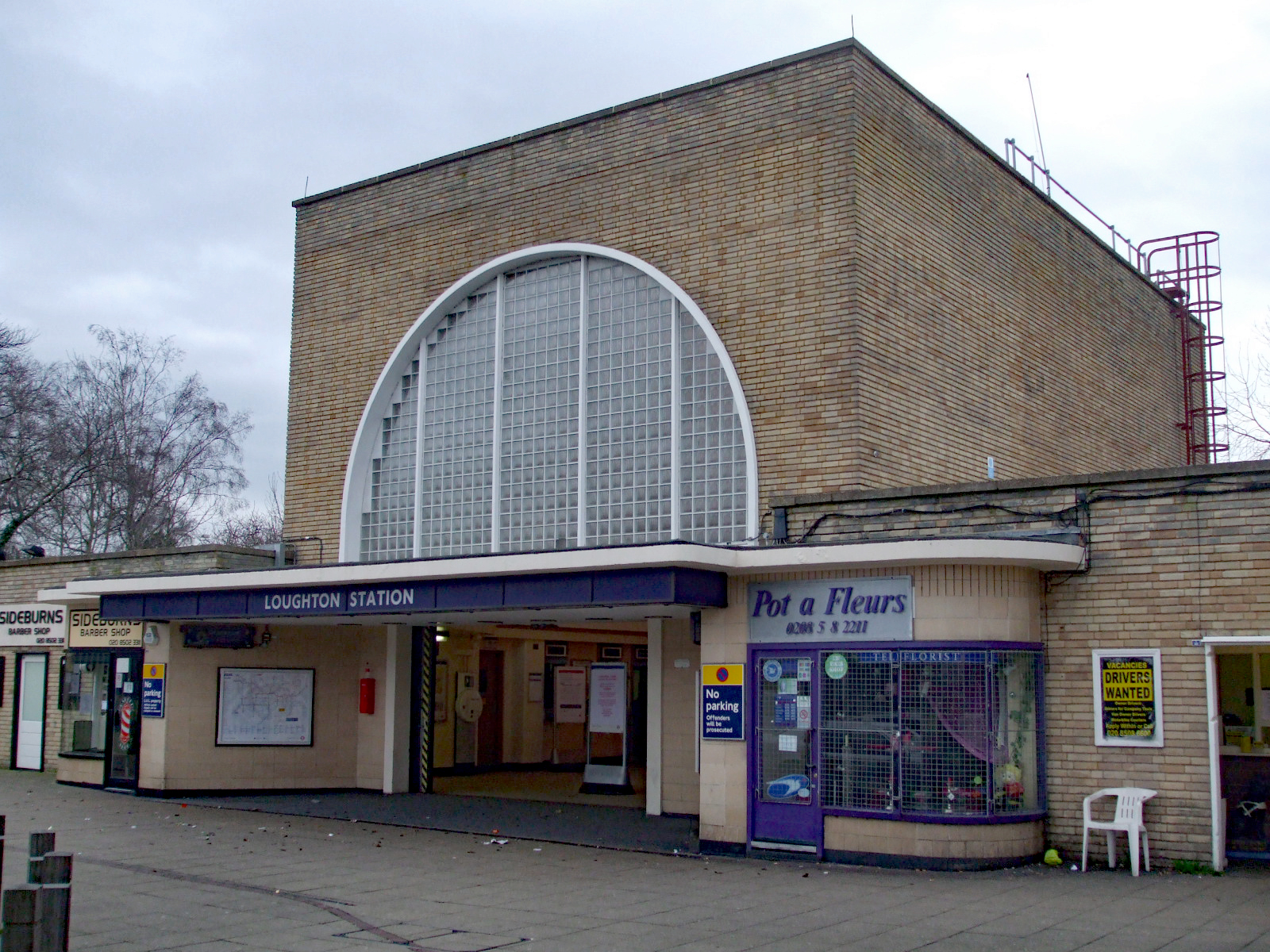
勞頓站於 1930 年代重建，兩個月台中間設有一條軌道，以方便中央線延伸。倫敦地鐵建設的新站體於 1940 年開通，但該站直到 1948 年才有中央線列車服務。今日，該站是一座登錄建築。

战后，工程重启，1947年中央線西延至格林福德站，並於翌年西延至西萊斯里普站。由于战后倫敦綠帶圈的设立，西萊斯里普至丹納姆一帶的土地开发受限，中央線再西延至丹納姆的計劃因此被擱置。1946年12月，中央線延伸至斯特拉福德站，不載客列车當時已在莱顿站以南的路堑調頭。1947年，中央線先後逐步東延至莱顿斯通站、伍德福德站和纽貝利公园站。纽貝利公园經海諾特至伍德福德段、以及伍德福德至劳顿段从1948年起改由地铁服務。同年，纽伯利公园站以南通往大東部主線的連絡線被廢除，使主線上的伊尔福德車廠得以擴展。1949年，中央线從勞頓延伸至埃平。當時埃平至翁加尔間的單線鐵路仍舊由英国铁路以蒸汽機車可從列車後部遙距控制的蒸汽列车运营，但沿線車站已改由倫敦地鐵營運。當時英國鐵路透過位於萊頓站以南、李河谷線與中央線的聯絡線將蒸汽列車駛往該單線鐵路。1957年該鐵路电气化後，沿途各站改由倫敦地鐵列車服務。由於該鐵路的電壓相比中央線低太多，各站月台亦不夠長，因此無法支援八卡列車停靠。因此，埃平至翁加爾支線通常只營運來往埃平和翁加爾的短列車，只有幾班列車會來往勞頓站。
1953 年 4 月 8 日，由於信號故障導致司機失誤，在斯特拉福德車站東側的中央線隧道內發生追撞事故，造成 12 人死亡，46 人受傷。事發前，斯特拉福德和萊頓之間隧道內的一個信號機 (A491) 受損，該信號機和其前一個信號機 (A489) 均呈現永久紅色。根據「停車通行」規定，列車在通過故障信號燈後必須緩慢運行，並必須極度小心地通行，速度通常不得超過 16 公里/小時。然而，其中一列列車與另一列在 A491 信號處等候的列車尾部相撞，後方列車的第一節和第二節車廂撞至有部分疊在前一列列車上方。這是二戰後至1975年沼澤門地鐵撞車事故前倫敦地鐵發生的最嚴重事故。
中央線東延後，斯特拉福德以東的中央線車站仍暫時保留了貨運業務，而海諾特環線的車站亦通過伍德福德站提供貨運服務。海諾特環線的車站於 1965 年停止提供貨運服務，中央線上的其他車站也於 1966 年終止貨運業務。雖然如此，英國鐵路仍有於早上營運從斯特拉福德（週日從利物浦街車站開出）開往埃平或勞頓的載客列車服務，相關服務到 1970 年才終止。
從 1960 年代末開始，埃平至翁加爾支線的乘客量很明顯並沒有像預期的那樣增長，主要是由於沿線地區於戰後被納入倫敦綠帶圈，當地的土地開發受到限制。即使在 1971 年的巔峰時期，每天僅有 650 名乘客使用該支線，無法使這條路線具有經濟效益。1980 年，倫敦地鐵曾試圖關閉整條支線，但最終只減少了其列車服務。1994 年 9 月 30 日，該支線關閉。由於該支線亦需要進行一些昂貴的維護工作，因此關閉前支線上每運送一名乘客，倫敦地鐵公司就會損失 7 英鎊。關閉時，該支線每天僅運送80名乘客。 2004年，該支線以保存鐵路埃平—翁加爾鐵路重新向公眾開放。
2003年，一列列車因為早前有一個牽引馬達掉入軌道而在法院巷站出軌，造成 32 名乘客受傷，中央線被迫於同年 1 月至 3 月全線關閉。中央線直到同年6月才全面恢復營運。同年，中央線基礎設施在公私合作模式下部分私有化，並由Metronet財團管理。 2007 年，Metronet 進入破產程序，倫敦交通局接管了其職責。
2013年9月，中央線早上繁忙時段的班次增加至每小時34班，並成為英國班次最頻密的鐵路線，打破了先前由維多利亞線保持、每小時33班的紀錄。然而，2017年5月，維多利亞線繁忙時間班次增加至每小時36班，使該線重新成為英國班次最頻密的鐵路線。

## 特色

### 路線
中央線長 74 公里，設有 49 個車站。該線以雙軌為主，在萊頓斯通以南和白城以西的一小段路段拓寬為三軌；雖然有些路段與其他線路平行，但並不與任何其他線路共享軌道。軌道總長度為 147.1 公里，其中 52.8 公里在隧道內；軌道採用四軌直流電氣化系統：中央導電軌通電電壓為 −210 V，運行軌外的軌道通電電壓為 +420 V，電位差為 630 V。
萊頓與勞頓南部之間的路段是目前倫敦地鐵系統所使用最古老的鐵路路段，由東郡鐵路公司於 1856 年 8 月 22 日開通。 1865 年 4 月 24 日，東郡鐵路公司的繼任者大東部鐵路公司開通了勞頓至埃平的鐵路線，以及通往翁加爾的單線路段。海諾特環線原本是大東部鐵路於 1903 年 5 月 1 日開通的菲爾洛普環線的大部分。菲爾洛普環線包含現已廢除、連接紐貝利公園和伊爾福德 / 七王站的連絡線、不含萊頓斯通至紐貝利公園一段地下軌道，海諾特環線則相反。
中央線共有三個交叉口：
- 伍德福德交匯處是一個平坦交會處
- 萊頓斯通以北，通往紐貝利公園的支線在通往伍德福德的舊線下方下降到隧道中
- 在北阿克頓以西，還有另一個鐵路跨線橋，將通往伊靈大道和西萊斯里普的線路分開。[56]

中央線擁有倫敦地鐵系統中最短的自動扶梯，位於斯特拉福德站（原為法院巷站），高度為 4.1 米，而斯特拉福德站和格林福德站是唯一使用自動扶梯將乘客向上送至月台的車站。格林福德的自動扶梯是倫敦地鐵中最後一款採用木質踏板的自動扶梯，直到 2014 年 3 月才被替換。由於它們並非位於隧道內，因此不受消防法規的約束。 木質扶起被替換後，格林福德站安裝了倫敦地鐵系統第一部斜行升降機。
中央線亦擁有倫敦地鐵最淺的地下地鐵月台（位於红桥站，月台仅在地面下方 7.9 米處）和最急的拐弯（卡克斯顿急弯，在白城和牧者叢站之间）。

### 使用列車

#### 昔日車型

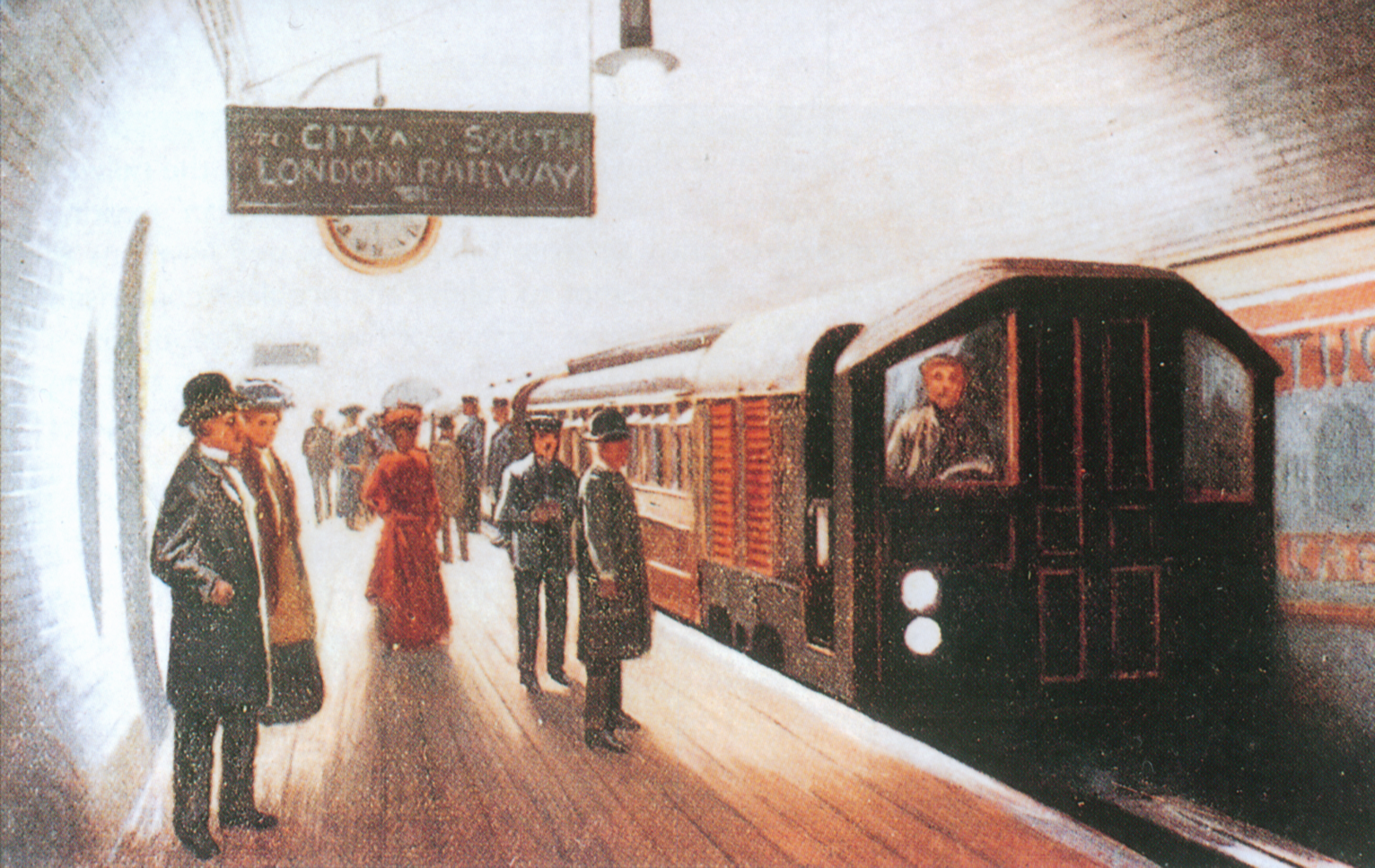
1903 年銀行站插圖，展示了初代中倫敦鐵路電力動車組

1900 年中倫敦鐵路開通時，車廂由電力機車牽引，乘客透過兩端的格子門上車。機車的非懸吊質量很大，引起的振動能被線路上方的建築物感覺到。經過貿易委員會的調查，到 1903 年，這些車廂被改裝為拖車運行，並與新車廂組成電聯車組。中倫敦鐵路的列車通常由 6 輛車組成：4 輛拖車和 2 輛動車，但後來一些拖車配備了控制設備，使列車可以由 3 輛車組成。1912 年，伊靈大道西延工程開始動工，並訂購了馬力更強的新型動車。這些動車於 1915 年抵達，但由於第一次世界大戰，西延工程未能按時完成，因此車廂被存放起來。 1917 年，這批動車被借給貝克盧線，在新開通的沃特福德延線上運行。該批動車於 1920/21 年返回，加上原來的車廂改裝而成的拖車，組成伊靈列車。1925 至 1928 年，列車進行了改造，用氣動門取代了車尾的閘門，警衛人數也減少到了兩人。中倫敦鐵路隧道重建後，該批列車被從其他線路轉移至中央線的標準列車所取代，最後一列原有列車於 1939 年退役。

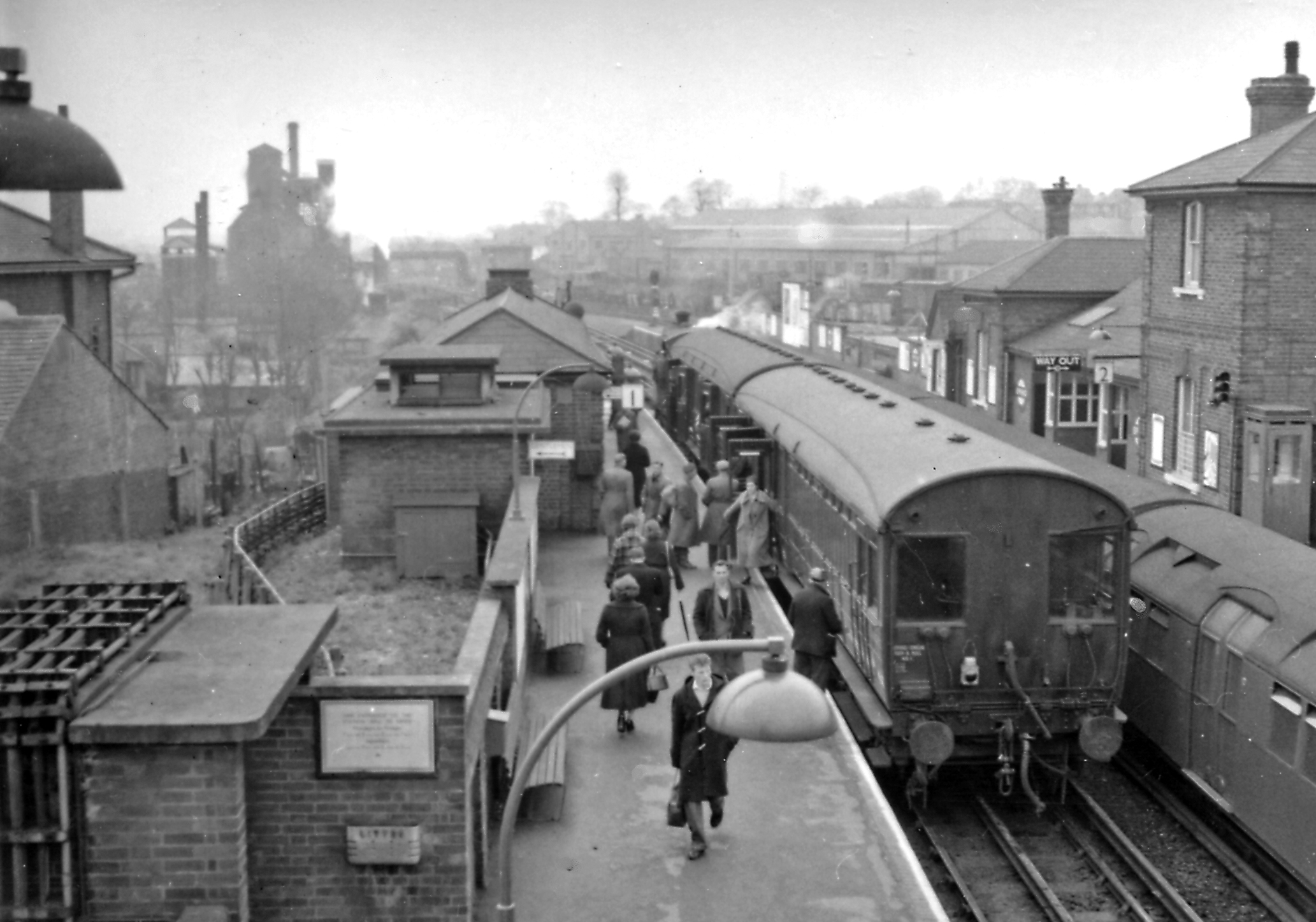
1957年時、正於埃平站停靠的一列蒸汽列車

標準列車一直以 6 節車廂運行，直到 1947 年、伍德巷站被白城站取代後，8 節車廂的列車才得以運行。隨後更多被倫敦地鐵 1938 年型列車取代的列車從其他線路轉來。 1960 年代初，倫敦地鐵有計劃為皮卡迪利線重新配備新列車，並將其較新的標準車輛轉移到中央線，以替換中央線的老舊車廂，其中一些老舊車廂在第二次世界大戰期間一直露天存放，性能變得越來越不可靠。然而，1959 年第一批列車在皮卡迪利線運行後，當局決定將這些列車改為服務中央線，並與額外的非驅動機動車一起，將中央線列車從 7 輛車延長至 8 輛車。後來倫敦客運委員會為中央線訂購了 1962 年型列車，使 1959 年型列車得以回歸皮卡迪利線。最後一列標準型列車於 1963 年在中央線運行，到 1964 年 5 月，所有 1959 年型列車均已改至皮卡迪利線運行。
從埃平到翁格爾的單軌路段直到 1957 年才實現電氣化，在此之前，該線路由英國鐵路的蒸汽火車運行，車廂連接到可以從任何一端驅動的蒸汽機車上，以及一輛實驗性的 AEC 三卡輕型柴聯車在 1952 年 6 月的周一至週五運行部分穿梭列車服務。電氣化後，倫敦地鐵使用 1935 年型列車服務該路段，直到被經過特殊改裝以應對有限電流的 1962 年型四卡列車所取代。 該路段於 1994 年關閉，現在是成為了保存鐵路埃平—翁格爾鐵路的絕大部分。
為了測試即將用於維多利亞線的列車自動運行系統，一列倫敦地鐵 1960 年型列車經過改裝後，於中央線提供來往海諾特和伍德福德的穿梭服務。每列 1967 年型列車交付後，都會透過該穿梭服務接受為期三週的測試運行。

#### 目前車型
當 1980 年代末、中央線的號誌系統需要更換時，倫敦地鐵決定提前更換 1962 年型列車，大約與 1959 年型列車同時更換。原有的號誌系統將被維多利亞線使用的列車自動運行系統（ATO）的升級版本所取代，線路牽引供電也將加強，新列車也將投入生產。原型列車的每節車廂外側都懸掛兩扇雙門和兩扇單門，並配備了可進行再生制動和變阻制動的電子牽引設備。
按照此計劃，首批 8 節車廂的 1992 年型列車於 1993 年投入運營，在 ATO 必要的信號工程進行同時，一人控制在 1993 年至 1995 年間分階段實施。列車自動保護系統於 1995 年至 1997 年開始運行，ATO 於 1999 年至 2001 年開始運行，中央控制中心設在西倫敦。

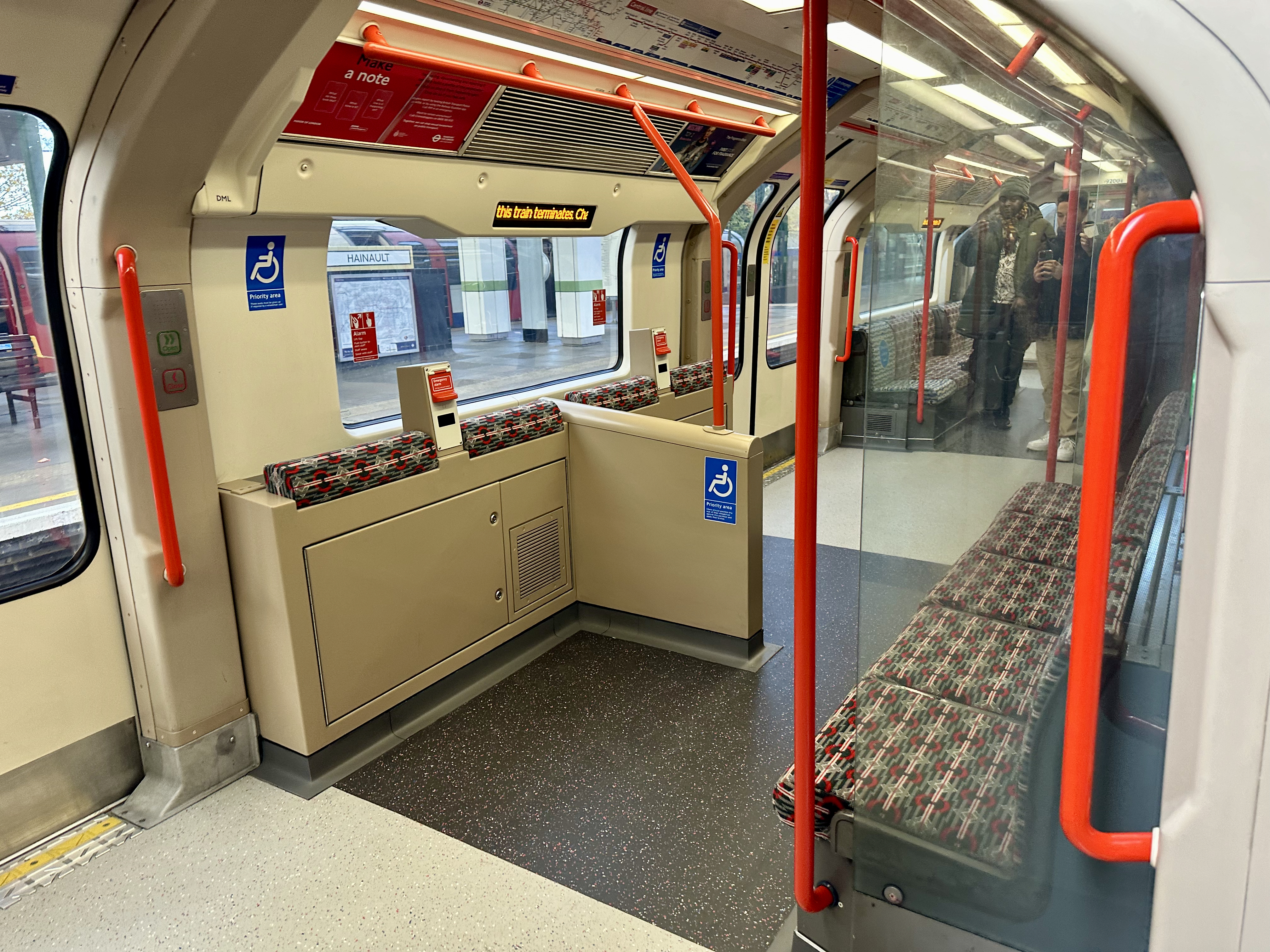
首列經翻新後投入營運的中央線列車設有輪椅區

2015年，倫敦交通局開始規劃為期五年的中央線改進計畫 (CLIP) ，該計劃旨在於2023年起讓已有 30 年歷史的中央線列車經翻新後重新投入服務，因為這被認為比更換列車更便宜。列車將安裝新的引擎、照明、車門和座椅，並設有乘客資訊顯示器、輪椅區和閉路電視。該項目會在阿克頓的一個新的列車改造單位（TMU）進行，當時預計將於 2023 年底完成。然而，倫敦交通局在 2020 年 11 月的報告稱，該項目因新冠疫情而推遲，預計將於 2025 年底完工；截至 2024 年 9 月，只有一列翻新的列車重新投入運營。當時預計到同年 12 月，中央線才會實施一個能夠改善列車頻率、緩解延誤和擁擠情況的時間表。一位專家表示，事後看來，考慮到 CLIP 存在的問題，購買新列車會更好。
根據倫敦交通局於 2024 年 2 月就 CLIP 相關資詢的回覆，首列經過全面翻新的列車已分階段投入客運服務，使其能夠完成最後的測試階段。一旦完成該在役測試，其他列車將陸續進行改造。為完成改造工作，將同時有 5 列列車停止運行，2024-28年內將有越來越多的翻新列車投入客運服務。預計翻新工程將於 2029 年底完工。倫敦交通局預計翻新後的列車將會服役至 2040 年代。

#### 未來車型
2010 年代中期，倫敦交通局開始訂購新的車輛，以取代皮卡迪利線、中央線、貝克盧線和滑鐵盧及城市線上的列車。倫敦交通局解釋稱，中央線、滑鐵盧及城市線使用的 1992 年型列車的可靠性明顯低於更為現代化的車輛。對新列車的可行性研究表明，新一代列車和升級訊號系統可以使中央線的運力提高 25%，達到每小時 36 列列車。
2018 年 6 月，西門子交通集團的 Inspiro 設計入選。新列車將採用開放式通道設計，門更寬，配有空調，並能透過新的信號系統自動運行。 倫敦交通局只能負擔訂購皮卡迪利線列車的費用，費用為 15 億英鎊。不過，與西門子簽訂的合約中包括未來為中央線增購 100 列列車的選擇權。增購計畫將於 2030 年代皮卡迪利線列車投入使用後進行。

### 信號系統
中央線的號誌控制中心位於西倫敦。

### 車廠
中央線有三座車廠， 分別在西萊斯里普 (51°33′51″N 0°25′37″W)、海諾特 (51°36′29″N 0°5′37″E) 和白城( 51°30′25″N 0°13′21″W)，其中白城車廠於1900年、中倫敦鐵路通車時已啟用。西萊斯里普和海諾特車廠則屬1935-40年新工程計劃的一部分，兩者均於1939年建成。在1943到1945年，西萊斯里普車廠曾成為高射炮工廠，美國陸軍運輸隊也曾在海諾特車廠組裝機動車輛。作為倫敦西田倫敦購物中心建設工程的一部分，白城車廠地下化，地下化後的車廠於 2007 年啟用。

## 服務
在非繁忙時段，中央線上的服務按支線分組：西萊斯里普支線上的列車往返於埃平，而往返伊靈大道的列車則在海諾特環線上運行。繁忙時段的服務較不規範，列車可以在任意兩個總站之間不定期運行（例如從伊靈大道到埃平）。
截至2020年1月，中央線平日非繁忙時段的列車服務（以每小時計算）如下：
- 9班：西萊斯里普 — 埃平
- 3班：諾霍特 — 勞頓
- 3班：海諾特 — 伍德福德
- 6班：伊靈大道 — 海諾特（經紐貝利公園）
- 3班：伊靈大道 — 紐貝利公園（經間士丘）
- 3班：白城 — 海諾特

若把上述服務加起來，白城和萊頓斯通之間的核心區段，每小時共有 24 趟列車（每 2 分 30 秒一趟）。在繁忙時段，列車頻率會進一步增加，核心區段每小時單程列車數量最多為 35 列。
2015年9月起，倫敦地鐵計劃在週五及週六晚上在伊靈大道至海諾特 / 勞頓之間實行24小時通宵行駛。後來，中央線於2016年8月19日起，開始逢周五及周六晚上提供通宵列車服務。2020年3月20日至2021年11月，通宵列車服務曾經因為2019冠狀病毒病英國疫情而暫停。中央線現時週五及週六晚上提供的通宵列車班次（以每小時計算）如下：
- 3班：伊靈大道（東行）/ 白城（西行） — 海諾特
- 3班：伊靈大道（西行）/ 白城（東行） — 勞頓

## 車站列表
| 所屬收費區   | 無障礙設施   | 中文站名       | 英文站名     | 轉乘路線 | 所在地       | 所在地              |
| 萊斯里普支線 | 萊斯里普支線 | 萊斯里普支線   | 萊斯里普支線 | 萊斯里普支線 | 萊斯里普支線 | 萊斯里普支線        |
| ------------ | ------------ | -------------- | ------------ | --- | ------------ | ------------------- |
| 6            |              | 西萊斯里普     |              | 奇爾特恩主線 | 大倫敦       | 希靈登區            |
| 5            |              | 萊斯里普花園   |              | | 大倫敦       | 希靈登區            |
| 5            |              | 南萊斯里普     |              | 奇爾特恩主線 | 大倫敦       | 希靈登區            |
| 5            |              | 諾霍特         |              | | 大倫敦       | 伊靈區              |
| 4            | ✓            | 格林福德       |              | 格林福德支線 | 大倫敦       | 伊靈區              |
| 4            |              | 佩里韋爾       |              | | 大倫敦       | 伊靈區              |
| 3            |              | 漢格巷         |              | （站外轉乘：皇家公園 皮卡迪利線） | 大倫敦       | 伊靈區              |
| 伊靈支線     |              |                |              | |              |                     |
| 3            | ✓            | 伊靈大道       |              | 區域線、 伊利沙伯線、 大西部主線 | 大倫敦       | 伊靈區              |
| 3            |              | 西阿克頓       |              | | 大倫敦       | 伊靈區              |
| 主線         |              |                |              | |              |                     |
| 2及3         |              | 北阿克頓       |              | | 大倫敦       | 伊靈區              |
| 2            |              | 東阿克頓       |              | | 大倫敦       | 漢默史密斯-富勒姆區 |
| 2            |              | 白城           |              | （站外轉乘：伍德巷 環線、 漢默史密斯及城市線） | 大倫敦       | 漢默史密斯-富勒姆區 |
| 2            |              | 牧者叢         |              | （站外轉乘：牧者叢 、 西倫敦線}） | 大倫敦       | 漢默史密斯-富勒姆區 |
| 2            |              | 荷蘭公園       |              | | 大倫敦       | 肯辛頓-切爾西區     |
| 1及2         |              | 諾丁山門       |              | 環線、 區域線 | 大倫敦       | 肯辛頓-切爾西區     |
| 1            |              | 女王道         |              | （站外轉乘：貝斯沃特 環線、 區域線） | 大倫敦       | 西敏市              |
| 1            |              | 蘭開斯特門     |              | （站外轉乘：帕丁頓站 ） | 大倫敦       | 西敏市              |
| 1            |              | 石拱門         |              | | 大倫敦       | 西敏市              |
| 1            | ✓            | 龐德街         |              | 銀禧線、 伊利沙伯線 | 大倫敦       | 西敏市              |
| 1            |              | 牛津圓環       |              | 貝克盧線、 維多利亞線 | 大倫敦       | 西敏市              |
| 1            | ✓            | 托定咸宮路     |              | 北線、 伊利沙伯線 | 大倫敦       | 卡姆登區            |
| 1            |              | 霍本           |              | 皮卡迪利線 | 大倫敦       | 卡姆登區            |
| 1            |              | 法院巷         |              | | 大倫敦       | 卡姆登區            |
| 1            |              | 聖保羅         |              | （站外轉乘：城市泰晤士連線 ） | 大倫敦       | 倫敦市              |
| 1            |              | 銀行           |              | 環線、 區域線、 北線、 滑鐵盧及城市線、 碼頭區輕便鐵路 | 大倫敦       | 倫敦市              |
| 1            |              | 利物浦街       |              | 環線、 漢默史密斯及城市線、 大都會線、 李河谷線、 伊利沙伯線、 （註：此站透過伊利沙伯線月台與沼澤門站相連，乘客因此毋須出閘即可到沼澤門站轉乘 ） （站外轉乘： 坎農街、芬卓奇街 ） | 大倫敦       | 倫敦市              |
| 2            |              | 貝斯納爾綠地   |              | | 大倫敦       | 塔村區              |
| 2            |              | 麥爾安德       |              | 區域線、 漢默史密斯及城市線 | 大倫敦       | 塔村區              |
| 2及3         | ✓            | 斯特拉福德     |              | 銀禧線、 北倫敦線、 伊利沙伯線、 碼頭區輕便鐵路、大盎格利亞及c2c | 大倫敦       | 紐漢區              |
| 3            |              | 萊頓           |              | | 大倫敦       | 沃爾瑟姆森林區      |
| 3及4         |              | 萊頓斯通       |              | （站外轉乘：萊頓斯通高路 福音橡至巴金線） | 大倫敦       | 沃爾瑟姆森林區      |
| 海諾特環線   |              |                |              | | 大倫敦       |                     |
| 4            |              | 旺斯特德       |              | | 大倫敦       | 紅橋區              |
| 4            |              | 紅橋           |              | | 大倫敦       | 紅橋區              |
| 4            |              | 間士丘         |              | | 大倫敦       | 紅橋區              |
| 4            | ✓            | 紐貝利公園     |              | | 大倫敦       | 紅橋區              |
| 4            |              | 巴金賽德       |              | | 大倫敦       | 紅橋區              |
| 4            |              | 菲爾洛普       |              | | 大倫敦       | 紅橋區              |
| 4            | ✓            | 海諾特         |              | | 大倫敦       | 紅橋區              |
| 4            |              | 格蘭治山       |              | | 埃塞克斯郡   | 埃平森林區          |
| 4            |              | 齊格威爾       |              | | 埃塞克斯郡   | 埃平森林區          |
| 4            | ✓            | 羅丁谷         |              | | 埃塞克斯郡   | 埃平森林區          |
| 埃平支線     |              |                |              | |              |                     |
| 4            |              | 斯尼亞斯布羅克 |              | | 大倫敦       | 紅橋區              |
| 4            | ✓            | 南伍德福德     |              | | 大倫敦       | 紅橋區              |
| 4            | ✓            | 伍德福德       |              | | 大倫敦       | 紅橋區              |
| 5            | ✓            | 巴克赫斯特山   |              | | 埃塞克斯郡   | 埃平森林區          |
| 6            |              | 勞頓           |              | | 埃塞克斯郡   | 埃平森林區          |
| 6            | ✓            | 迪布頓         |              | | 埃塞克斯郡   | 埃平森林區          |
| 6            |              | 塞登博伊斯     |              | | 埃塞克斯郡   | 埃平森林區          |
| 6            | ✓            | 埃平           |              | | 埃塞克斯郡   | 埃平森林區          |

## 曾被提及的延線及增設車站建議

### 希靈登
中央線在西萊斯里普站附近橫跨大都會線和皮卡迪利線共用的鄂克斯橋支線，1973 年倫敦地鐵鋪設了連接該支線和中央線的單軌。 2010 年代，倫敦希靈登區區議會遊說倫敦交通局將部分或全部中央線列車改道至鄂克斯橋，因為西萊斯里普站位於一個安靜的郊區，而鄂克斯橋是一個人口更為密集的區域中心。倫敦交通局表示，在 2017 年大都會線的號誌系統升級之前，中央線都無法延伸列車服務至鄂克斯橋。

### 皇家公園站
於西倫敦皇家公園開發商業園區的發展商曾建議於北阿克頓站和漢格巷站之間新設一站，並設轉乘通道前往皮卡迪利線的皇家公園站，以服務商業園區及便利轉乘。設站計劃沒有被倫敦交通局積極推行；倫敦地鐵表示，中央線上設皇家公園站的交通益處不足以證明建造成本的合理性。

### 肖迪奇高街站
中央線直接穿過肖迪奇高街站下方，自 2010 年開通以來，當地一直希望能該站能成為中央線和東倫敦線的換乘站。該站將位於利物浦街和貝思納爾綠地站之間，這是內倫敦倫敦地鐵車站之間最長的站距之一。儘管設轉乘站有許多好處，但由於成本、建造期間對中央線造成的干擾以及站台距離利物浦街的側線太近，而且要等到橫貫鐵路開發的伊麗莎白線全面投入運營後才能開發，因此被倫敦交通局拒絕落實。

### 哈洛延線
2021 年，哈洛區議會提議將中央線從位於埃平的東端終點站延伸至哈洛。該會認為，這將減少哈洛至埃平、倫敦的旅行時間，並有助該鎮增加 19,000 套新住宅，同時將該鎮人口擴大到 13 萬人。然而，這項擬議尚未得到任何資金撥款。